# Priorato (vino)

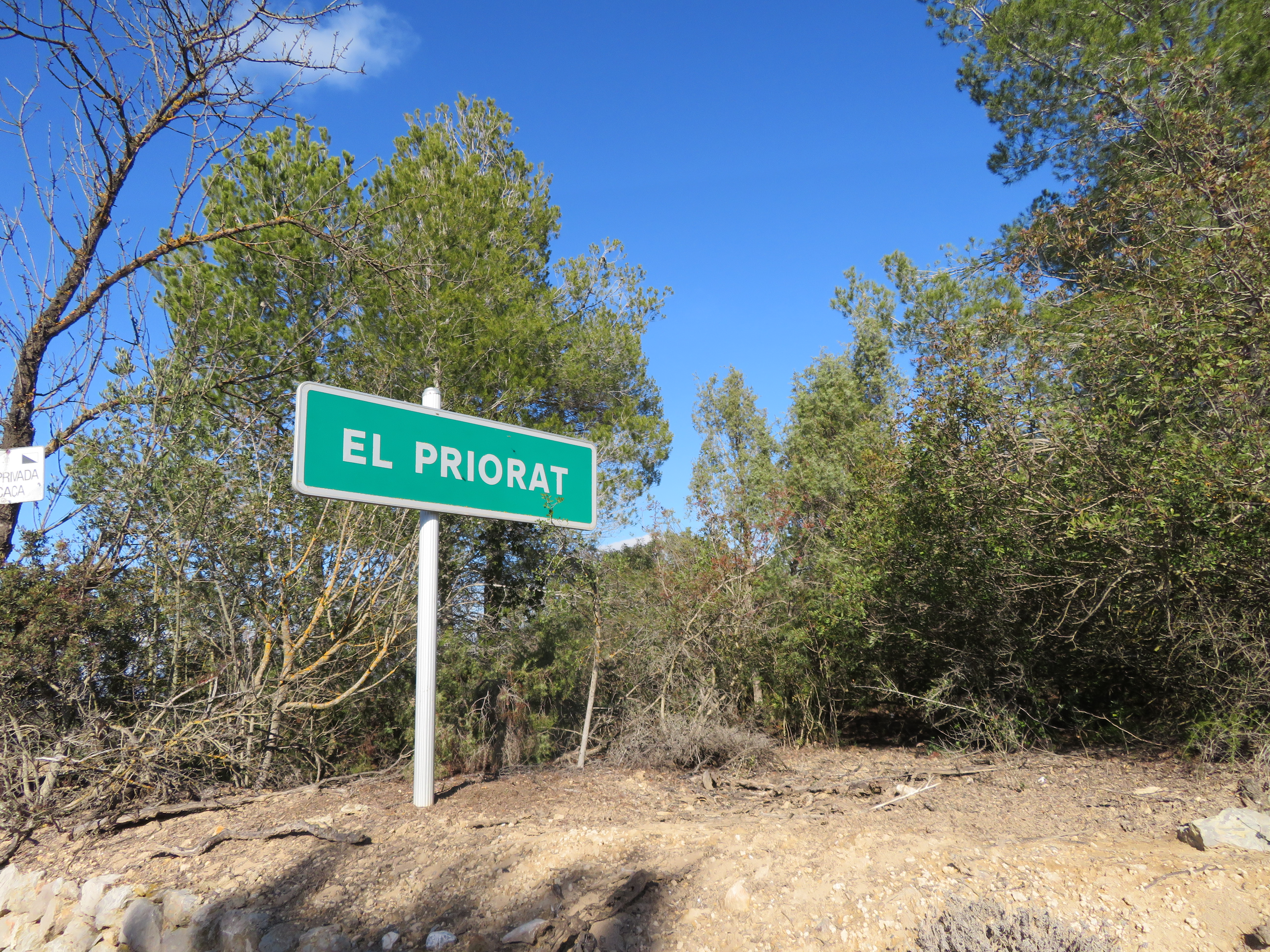
Comarca El Priorat (Tarragona)

Priorato (en catalán, Priorat) es una denominación de origen calificada española situada en la provincia de Tarragona, reconocida con la máxima calidad al ser denominación de origen calificada.
El viñedo se asienta sobre suelos pizarrosos llamados llicorelles. Es una zona montañosa con laderas escarpadas, de manera que se cultiva la viña en terrazas. Su clima es templado y seco, con oscilaciones marcadas de temperatura entre el día y la noche.
En esta denominación predomina el vino tinto elaborado con uva cariñena, que es la clave de sus vinos actuales. Se usa también garnacha tinta y peluda. En menor medida se usan las uvas cabernet sauvignon, merlot y syrah. Produce vino de color granate, aroma muy intenso, alto grado de alcohol y sabor denso y rico, carnoso, rotundo. El vino blanco que se elabora utiliza garnacha blanca, macabeo y pedro ximénez. También se hace vino rosado, con garnacha tinta, y vino generoso.

## El entorno
Zona de origen volcánico. Su base, llamada llicorella, está compuesta de pizarra rojiza y negra con pequeñas partículas de mica.
De clima continental con veranos largos, calurosos y secos, la temperatura, no obstante, puede alcanzar registros bajo-cero en invierno. Presenta contrastes muy marcados entre los valles y las tierras altas donde pueden soplar tanto fríos vientos del norte como el Mistral, viento cálido que sopla desde el este.
Los viñedos se encuentran en altitudes que van desde los 100 m a los 700 m y la temperatura media anual es 15 °C. La Pluviometría oscila entre 400 mm y 600 mm.

## Uvas
- Garnacha Tinta
- Garnacha Peluda
- Cariñena
- Cabernet Sauvignon
- Syrah

## Añadas
- 1980 Muy buena
- 1981 Muy buena
- 1982 Muy buena
- 1983 Buena
- 1984 Buena
- 1985 Muy buena
- 1986 Buena
- 1987 Buena
- 1988 Buena
- 1989 Buena
- 1990 Buena
- 1991 Buena
- 1992 Muy buena
- 1993 Excelente
- 1994 Muy buena
- 1995 Excelente
- 1996 Excelente
- 1997 Buena
- 1998 Excelente
- 1999 Muy buena
- 2000 Buena
- 2001 Excelente
- 2002 Buena
- 2003 Muy buena
- 2004 Excelente
- 2005 Excelente
- 2006 Muy buena
- 2007 Muy buena
- 2008 Muy buena
- 2009 Excelente